# Chris Chalk
Pour les articles homonymes, voir Chalk.
Chris Chalk est un acteur américain né à Asheville en Caroline du Nord le 7 décembre 1978.

## Filmographie

### Cinéma
- 2005 : L'Impasse : De la rue au pouvoir (Carlito's Way: Rise to Power) : Shad
- 2005 : Rent : le vendeur de rue
- 2006 : The Architect : le dealer
- 2006 : Recalled : Reyes
- 2006 : 508 Nelson : Lou
- 2007 : 7 h 58 ce samedi-là : un officier
- 2007 : Une histoire de famille : Orderly
- 2011 : Stoop Sale : le petit-ami de l'année
- 2012 : Monsieur Flynn : Ivan
- 2013 : Lost It : Rob
- 2013 : Burning Blue : Agent spécial Jones
- 2013 : Twelve Years a Slave : Clemens
- 2016 : Jeu trouble (Come and Find Me) : Buck Cameron / Kyle
- 2017 : Detroit de Kathryn Bigelow : Officier Frank
- 2019 : Opération Brothers (Red Sea Diving Resort) : Abdel Ahmed

### Télévision
- 2003 : New York, unité spéciale : Leo (saison 4, épisode 14)
- 2004  : New York, police judiciaire : Thomas Walker (saison 14, épisode 22)
- 2006  : New York, police judiciaire : Alfred Biso (saison 16, épisode 13)
- 2006 : Rescue Me : Les Héros du 11 septembre : le jeune homme noir (1 épisode)
- 2006 : Six Degrees : John-O (1 épisode)
- 2008 : Michael Stahl-David: Behind the Star : Chris Wahl (10 épisodes)
- 2009 : The Good Wife : l'associé (1 épisode)
- 2009 : New York, unité spéciale : Neal Douglas (saison 11, épisode 8)
- 2010 : New York, section criminelle : Austin Darvis (saison 9, épisode 15)
- 2010-2011 : Nurse Jackie : EMT (2 épisodes)
- 2011 : Person of Interest : Lawrence Pope (1 épisode)
- 2011-2013 : Homeland : Tom Walker (7 épisodes)
- 2012-2013 : The Newsroom : Gary Cooper (19 épisodes)
- 2013 : Justified : Jody Adair (2 épisodes)
- 2014 : Unforgettable : Shawn Manning (1 épisode)
- 2014 : Sons of Anarchy : Flint (1 épisode)
- 2015-2019 : Gotham : Lucius Fox
- 2016 :  Blacklist : John Addison (Saison 3, Épisode 15)
- 2019 : Dans leur regard : Yusef Salaam, adulte (2 épisodes)
- 2025 : Ça : Bienvenue à Derry (It: Welcome to Derry)